# Trajano Pupo Netto
Trajano Pupo Netto (Botucatu, 31 de agosto de 1915 — São Paulo, 17 de junho de 1991) foi um advogado, fomado pela Faculdade de Direito da Universidade de São Paulo e líder estudantil brasileiro.
Foi presidente do Centro Acadêmico XI de Agosto em 1939, presidindo também a União Nacional dos Estudantes no período de 1939–1940.